# Holthausen (Meppen)
Holthausen is een gehucht in de Duitse gemeente Meppen, deelstaat Nedersaksen, en telt, volgens de website van de gemeente Meppen, 149 inwoners (31 december 2020). Het is het kleinste Ortsteil van de gemeente.
Het plaatsje wordt reeds in 890 als holthusun in een document vermeld.
Een kilometer ten zuiden van het plaatsje ligt in de naburige rivier de Eems een stuw.
Zie voor meer, vooral geschiedkundige, informatie de hierboven aangehaalde pagina op de website van de gemeente Meppen.